# 朝勝堂五村

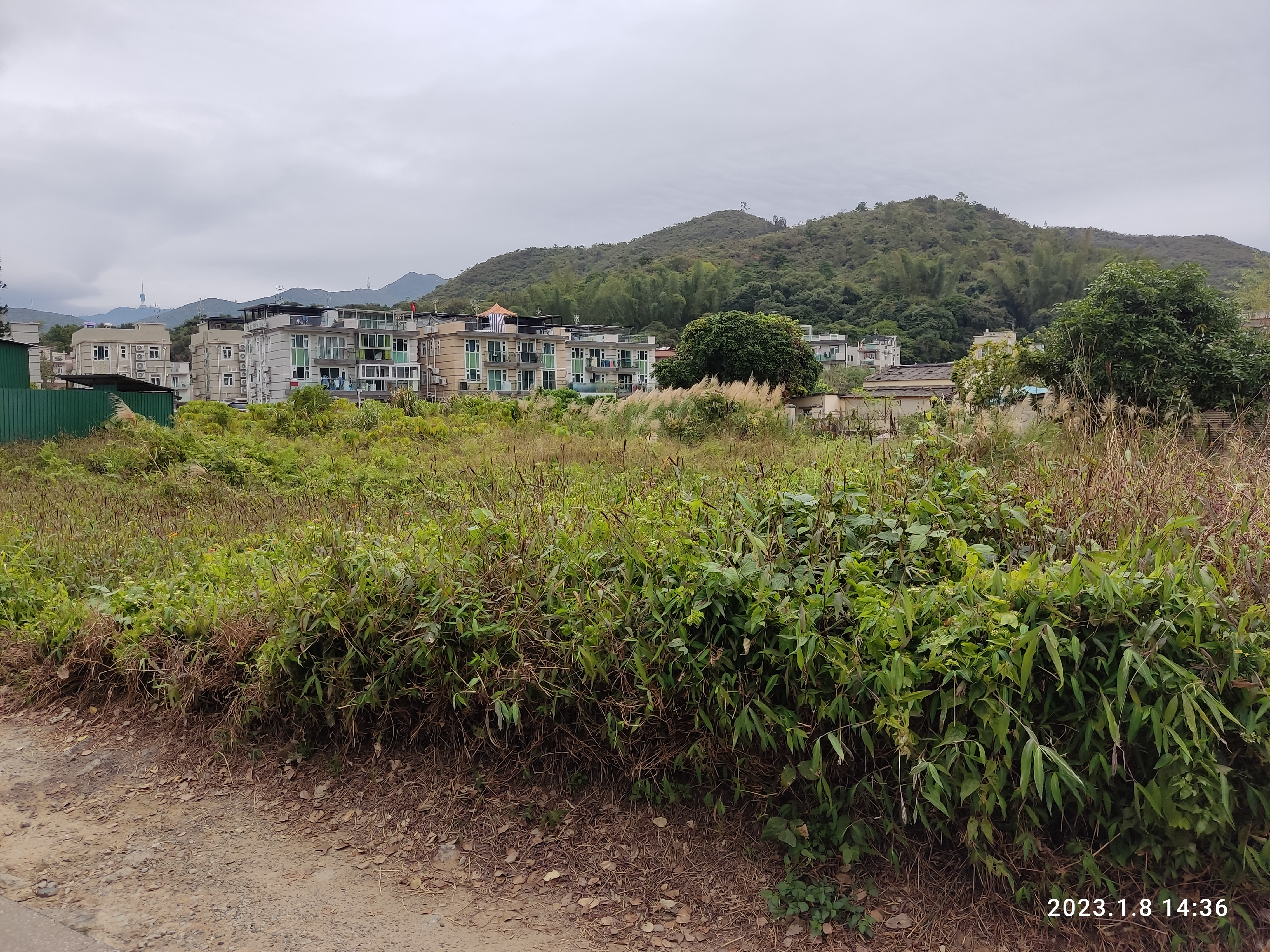
新屋仔村（2023年）

朝勝堂五村又名丹竹坑老圍五村，是指位於香港新界北區粉嶺沙頭角公路兩旁的五條鄉村，分別是嶺仔村、嶺皮村、簡頭村（澗頭村）、孔嶺村及新屋仔村。
相傳嶺仔村的蔡姓祖先是明朝崇禎年間的大內侍衛，清兵入關後，蔡氏逃到香港等待反清復明的機會，於是聯同當地的羅姓、劉姓、李姓及陳姓居民組成「朝勝堂」，以共襄義舉，只可惜明朝氣數已盡，結果眾人只好落地生根，成為了朝勝堂五村。